# José Ferraz de Almeida Júnior

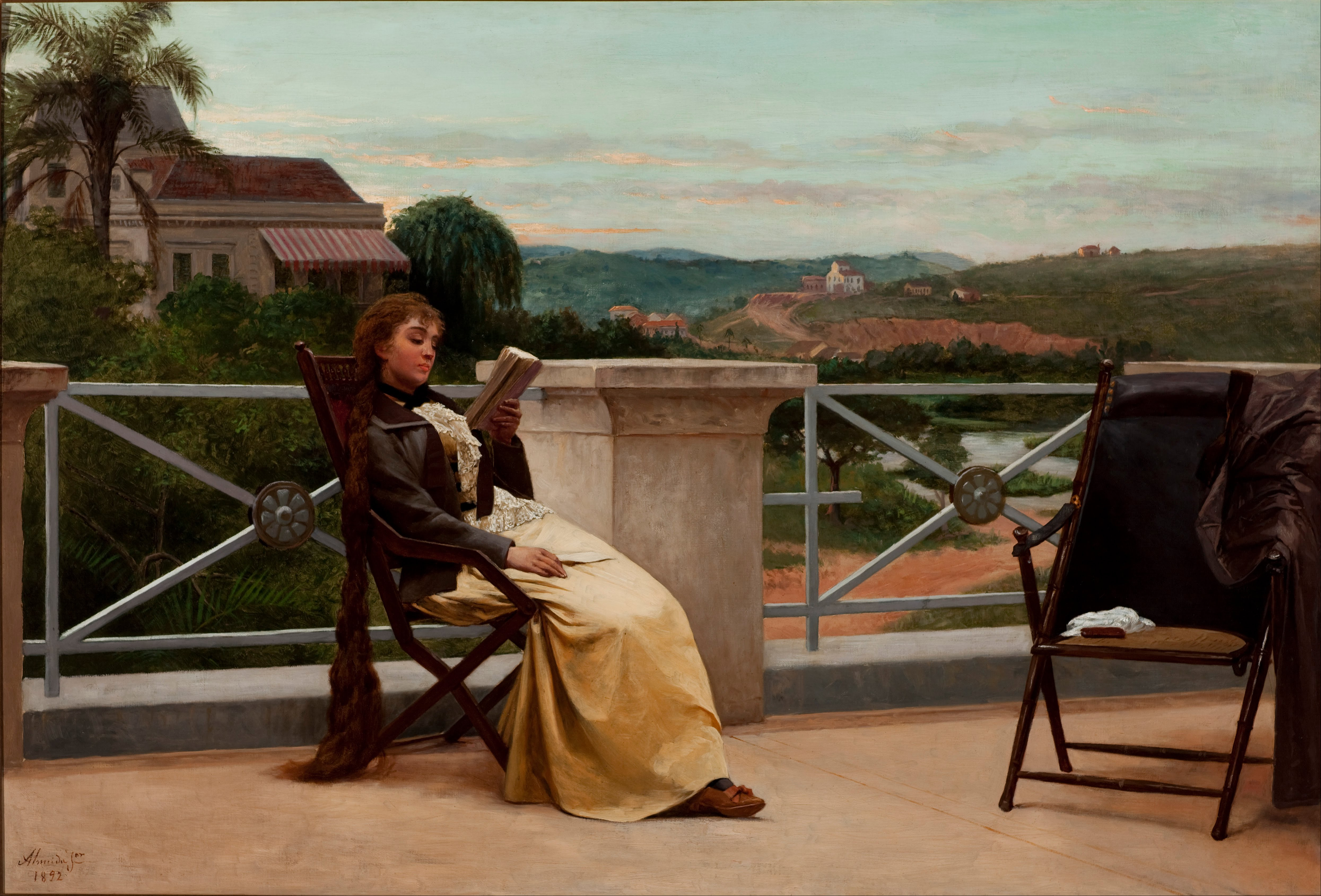
Läsning, målning från 1892.

José Ferraz de Almeida Júnior, född 8 maj 1850 i Itu, död 13 november 1899 i Piracicaba, var en brasiliansk målare. Hans genremåleri visar typiska scener ur livet i Brasilien under 1800-talet.
Almeida Júniors konstnärliga talet upptäcktes av en präst som beställde flera religiösa målningar för hemortens kyrka. Sedan 1869 studerade han för Jules Le Chevrel, Victor Meirelles och Pedro Americano vid konsthögskolan Academica Imperial de Belas Artes (AIBA) i Rio de Janeiro. Efter en kort studieresa till Europa öppnade Almeida Júnior 1876 en ateljé. Under ett besök i delstaten São Paulo hade han ett möte med kejsare Pedro II. Kejsaren finansierade ett längre studium i Italien och Frankrike. I Paris studerade Almeida Júnior vid École nationale supérieure des Beaux-Arts för Alexandre Cabanel. Efter hemkomsten 1882 deltog han i flera brasilianska utställningar. Hans målningar visas bland annat i Museu Nacional de Belas Artes (MNBA) i Rio de Janeiro och i pinakoteket i São Paulo.
Almeida Júnior mördades 1899 av sin kusin José de Almeida Sampaio. Innan hade Almeida Júnior ett längre förhållande med kusinens hustru.